# Сава Мехомийски
Сава Иванов Мехомийски, наричан Кървав Саве, е български революционер, деец на Вътрешната македоно-одринска революционна организация.

## Биография
Сава Мехомийски е роден през 1870 година в разложкото село Банско, което тогава е в Османската империя. Влиза във ВМОРО. Участва в аферата „Мис Стоун“. Арестуван е и жестоко изтезаван от властите. През Илинденско-Преображенското въстание е войвода на чета в Разлога, като негов четник е Никола Разлогов. В района по това време действат и четите на Борис Голев, Радон Тодев, Тасе Фурнаджиев, Милош Колчагов и Костадин Колчагов..
Умира през април 1909 година в Банско.